# Rondell am Bridgeton Cross

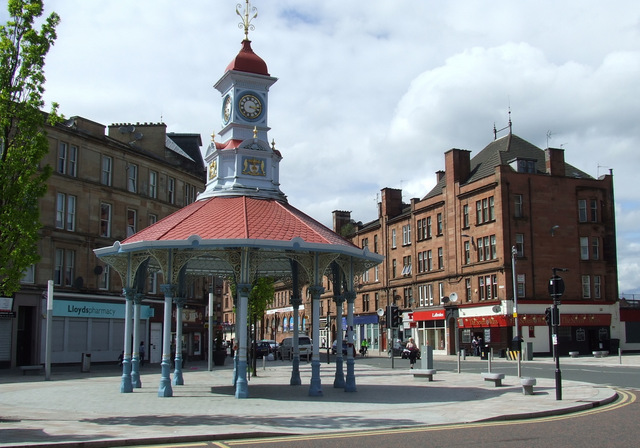
Rondell am Bridgeton Cross

Der Rondell am Bridgeton Cross ist ein Unterstand in der schottischen Stadt Glasgow. 1993 wurde das Bauwerk in die schottischen Denkmallisten in der höchsten Denkmalkategorie A aufgenommen.

## Geschichte
Das Rondell entstand im Jahre 1874. Im Zuge der Entwicklung der Wohnqualität im Glasgower Osten sollte es als witterungsgeschützter Treffpunkt der Anwohner dienen. Die Metallkonstruktion wurde in der Sun Foundry von George Smith & Co hergestellt.

## Beschreibung
Das Bauwerk liegt am Bridgeton Cross, einer Kreuzung, an der sieben Straßen, darunter die A74 und die A749, zusammenlaufen. Das von den Anwohner „The Umbrella“ genannte Bauwerk ist eine bekannte städtische Landmarke. Die Gusseisenkonstruktion ist detailliert ausgestaltet. Zwölf korinthische Säulen tragen das Dach, sodass das Rondell auch als Dodekagon angesehen werden kann. Zwischen den Säulen sind eiserne Überwürfe fixiert, die rundbögige Öffnungen mit ornamentierten Zwickeln erzeugen. Zusätzlich trägt ein Zentralpfosten das mit roten Schindeln eingedeckt Zeltdach. Auf diesem sitzt eine zweistöckige Laterne mit allseitigen Uhren. Auf der geschwungenen Haube sitzt eine metallene Wetterfahne.